# Liste der Monuments historiques in Ruppes
Die Liste der Monuments historiques in Ruppes führt die Monuments historiques in der französischen Gemeinde Ruppes auf.

## Liste der Objekte
| Bezeichnung                  | Beschreibung                                        | Standort                               | Kennzeichnung | Schutzstatus | Datum | Bild |
| ---------------------------- | --------------------------------------------------- | -------------------------------------- | ------------- | ------------ | ----- | ---- |
| Kirchenbänke                 | Eichenholz, 18. Jahrhundert                         | in der Kirche St-Gengoult (Lage)       | PM88001742    | Inscrit      | 2006  |      |
| Kruzifix                     | Holz, 18. Jahrhundert                               | in der Kirche St-Gengoult (Lage)       | PM88001739    | Inscrit      | 2006  |      |
| Hauptaltar                   | Tabernakel und Retabel; Eichenholz, 18. Jahrhundert | in der Kirche St-Gengoult (Lage)       | PM88001743    | Inscrit      | 2006  |      |
| Zwei Reliefs                 | Stein, gallo-römisch                                | außen an der Kirche St-Gengoult (Lage) | PM88000834    | Classé       | 1908  |      |
| Teufbecken                   | Stein, 12. Jahrhundert                              | in der Kirche St-Gengoult (Lage)       | PM88000833    | Classé       | 1908  |      |
| Pietà                        | Stein, farbig gefasst, 16. Jahrhundert              | in der Kirche St-Gengoult (Lage)       | PM88000835    | Classé       | 1960  |      |
| Medaillon Mariä Verkündigung | Holz, farbig gefasst, 18. Jahrhundert               | in der Kirche St-Gengoult (Lage)       | PM88001740    | Inscrit      | 2006  |      |
| Beichtstuhl                  | Eichenholz, zweite Hälfte des 18. Jahrhunderts      | in der Kirche St-Gengoult (Lage)       | PM88001741    | Inscrit      | 2006  |      |